# Amyris purpusii
Amyris purpusii là một loài thực vật có hoa trong họ Cửu lý hương. Loài này được P.Wilson mô tả khoa học đầu tiên năm 1910.